# The Unissued Johnny Cash
The Unissued Johnny Cash es un álbum recopilatorio del cantante country Johnny Cash lanzado en 1978 bajo el sello disquero Bear Family Records. El CD este basado en puro material no lanzado o raro de los primeros años de Cash en Columbia. Las primeras cuatro canciones fueron grabadas en agosto de 1958, pero quedaron fuera del CD The Fabulous Johnny Cash. La misma suerte tuvo la canción "The Fable of Willie Brown" que quedó fuera del CD Ride This Train pero fue incluida en la reedición más la canción del grupo Carter Family llamada "I'll Be All Smiles Tonight" que también quedó afuera del CD Blood, Sweat and Tears pero este no es incluido en ninguna reedición. 

"Viel Zu Spät" y "Wo Ist Zu Hause, Mama" son regrabaciones en alemán de 2 éxitos de Cash, al tiempo que la canción "Don't Take Your Guns to Town" había salido al aire en otros países se vio mucho éxito en Alemania así que Columbia forzó a Cash a hacer la regrabación de las canciones "I Got Stripes" y "Five Feet High and Rising". Esta es probablemente la primera vez que un cantante country graba canciones en otro idioma, luego Cash también graba la canción "Ring of Fire" en español dejándola como "Fuego de Amor".

## Canciones
1. Mama's Baby (Grabado el 8 de agosto de 1958)
(Cash)
2. Fool's Hall of Fame (Grabado el 8 de agosto de 1958)
(Jerry Freeman y Danny Wolfe)
3. Walking the Blues (Grabado el 8 de agosto de 1958)
(Cash y Robert Lunn)
4. Cold Shoulder Recorded (Grabado el 13 de agosto de 1958)
(Helene Hudgins)
5. Viel Zu Spät (I Got Stripes)(Grabado el 25 de octubre de 1959)
(Cash y Günter Loose)
6. Wo Ist Zu Hause, Mama (Five Feet High and Rising)(Grabado el 25 de octubre de 1959)
(Cash y Joachim Relin)
7. The Fable of Willie Brown (Grabado el 16 de febrero de 1960)
(Cash)
8. The Losing Kind (Grabado el 9 de mayo de 1960)
(Cash)
9. So Do I (Grabado el 19 de julio de 1961)
(Cash)
10. Shamrock Doesn't Grow in California (Grabado el 23 de abril de 1961)
(Cash)
11. Danger Zone (Grabado el 8 de junio de 1962)
(Cash)
12. I'll Be All Smiles Tonight (Grabado el 22 de agosto de 1962)
(A.P. Carter)